# Ornithogalum alatum
Ornithogalum alatum är en sparrisväxtart som beskrevs av William Bertram Turrill. Ornithogalum alatum ingår i släktet stjärnlökar, och familjen sparrisväxter. Inga underarter finns listade i Catalogue of Life.